# Spencer Neville
Spencer Matthew Neville (nacido el 14 de septiembre de 1990) es un actor y modelo estadounidense. Es conocido por interpretar a Derrick Rose en el serial televisivo Days of Our Lives.

## Biografía
Neville el 14 de septiembre de 1990 en Estados Unidos.

### Carrera
Debutó en 2014 cuando apareció como estrella invitada en un episodio de Parenthood, a esto le siguieron participaciones en Helicopter Mom, donde interpretó a Drew; el cortometraje Dragula y la película para televisión High School Possession, donde dio vida a Brad.
El 3 de diciembre de 2014, se dio a conocer que Neville fue seleccionado para interpretar de forma recurrente a Derrick en Days of Our Lives. También participa en AmeriGeddon, donde da vida a Brandon Lane.
En agosto de 2015, se dio a conocer que fue elegido para vida a Brett Fleischmann en la película de terror Hiker, junto a Molly Burnett, Alyssa Tabit y Freddie Smith, quien escribió el guion y funge como director de la misma. La película fue rodada del 24 de agosto al 4 de septiembre de 2015, utilizando solamente cámaras GoPro.

## Filmografía
| Cine       | Cine                   | Cine              | Cine                     |
| Año        | Película               | Rol               | Notas                    |
| ---------- | ---------------------- | ----------------- | ------------------------ |
| 2014       | Helicopter Mom         | Drew              |                          |
| 2014       | Dragula                | Bill              | Cortometraje             |
| 2015       | AmeriGeddon            | Brandon Lane      | Posproducción            |
| 2015       | Wild for the Night     | joven Wyatt       | Posproducción            |
| 2015       | Hiker                  | Brett Fleischmann | Posproducción            |
| Televisión |                        |                   |                          |
| Año        | Título                 | Rol               | Notas                    |
| 2014       | Parenthood             | Four D Max        | 1 episodio               |
| 2014       | High School Possession | Brad              | Película para televisión |
| 2014-2015  | Days of Our Lives      | Derrick Rose      | 14 episodios             |
| 2015       | Preppy Little Teens    | Nick              | 1 episodio               |